# Alicia Kotowska
Alicja Jadwiga Kotowska (Varsovia, 20 de noviembre de 1899 - Piaśnica Wielka, 11 de noviembre de 1939) fue una monja polaca, líder del convento resurreccionista de Wejherowo entre 1934 y 1939, beatificada por la Iglesia católica y mártir asesinada por los nazis en 1939 en las Matanzas de Piaśnica.
Es una de las Ciento ocho mártires de Polonia durante la Segunda Guerra Mundial.

## Biografía
Kotowska nació el 20 de noviembre de 1899 en el seno de una familia católica devota, siendo la segunda de ocho hijos. Durante la Primera Guerra Mundial trabajó como enfermera. Hizo sus votos el 2 de febrero de 1924, pero continuó sus estudios académicos además de sus responsabilidades, obteniendo una maestría en química en 1929.